# Jesús Gil Marín
Jesús Gil Marín (Madrid, España, 7 de agosto de 1961) es un político español, alcalde de Estepona, cofundador del Grupo Independiente Liberal y Diputado provincial de Málaga. Por último es fundador de la inmobiliaria Gilmar.

## Biografía
Es hijo de Jesús Gil y de María de los Ángeles Marín Cobo, y nieto de Guadalupe Gil. Además es hermano de Miguel Ángel Gil Marín, Miriam y Óscar. Por último esta casado con Carmen Oset Rubio, y es padre de una hija.
Gil Marín estudió Administración de Empresas en Madrid. En su trayectoria profesional es fundador y consejero delegados, junto con Manuel Marrón Fuertes, de la empresa Gilmar Consulting Inmobiliario, S. A, fundada en 1983. Además, también forman parte del grupo accionarial de restauración Urrechu, y entre los años 1987 y 2004, fue consejero y vicepresidente del Club de fútbol Atlético de Madrid, del cual su padre fue presidente.
El 14 de febrero de 1992, junto a su padre y otros más fundaron el Grupo Independiente Liberal, y aunque no sería hasta el 28 de mayo de 1995 cuando entró en la política. Fue alcalde de Estepona hasta el 13 de junio de 1999 cuando, pese a encabezar la candidatura más votada en las elecciones, un cuatripartito lo echó de la alcaldía.
Después de perder la alcaldía, comenzó el 13 de junio de 1999 a ser concejal del Ayuntamiento de Estepona, cargo que ocupo hasta el 25 de mayo de 2003.
Más allá de la política municipal, en la misma etapa de alcalde, ha sido diputado provincial de Málaga y Vicepresidente de la Mancomunidad de Municipios de la Costa del Sol Occidental.